# Brookhaven National Laboratory

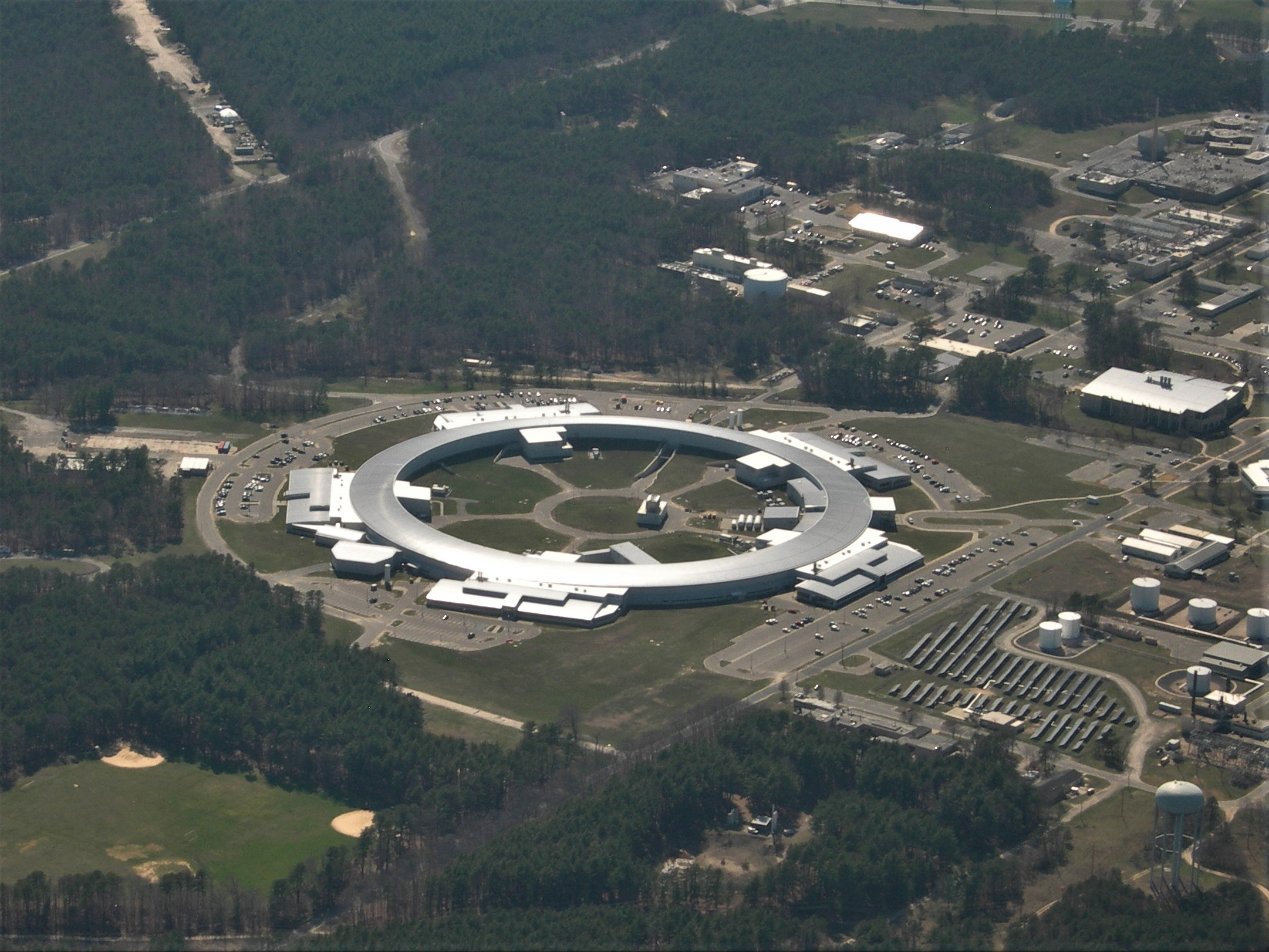
National Synchrotron Light Source II

Het Brookhaven National Laboratory BNL is een Amerikaans Nationaal Laboratorium, dat in 1947 is opgericht en op Long Island is gevestigd. Het ligt in de plaats Upton op ongeveer 100 km ten oosten van de stad New York.
Er stond op dezelfde plaats eerder een kazerne, waar tijdens de Eerste Wereldoorlog dienstplichtige soldaten zich moesten aanmelden en tijdens de Tweede Wereldoorlog Amerikanen van Japanse afkomst werden geïnterneerd.
Het laboratorium is een van de laboratoria, die door het Amerikaanse ministerie van Energie (DOE) wordt beheerd. Dat ministerie geeft het dagelijks beheer de laboratoria steeds uit handen aan universiteiten en onderzoeksinstellingen. Zo wordt Brookhaven door Brookhaven Science Associates LLC beheerd, een gelijk partnership tussen de Stony Brookuniversiteit en het Battelle Memorial Institute.
Het is gespecialiseerd in kernfysica en deeltjesfysica. Er is een permanente staf van 2.750 wetenschappers en ander personeel en het instituut ontvangt zo'n 4.000 gastwetenschappers per jaar. De twee belangrijkste onderdelen zijn de Relativistic Heavy Ion Collider (RHIC), waarmee men het quark-gluonplasma onderzoekt en de National Synchrotron Light Source II (NSLS-II), die in 2015 de eerste NSLS verving. Ontdekkingen aan het laboratorium hebben tot nu toe tot zeven Nobelprijzen geleid.

## Reactors
De bouw van de eerste kernreactor begon in 1947, een grafietreactor voor onderzoeksdoeleinden. De Brookhaven Graphite Research Reactor was bij indienststelling in 1950 de eerste die na het einde van de Tweede Wereldoorlog in de Verenigde Staten werd gebouwd. Er volgde in 1959 een reactor, die specifiek voor nucleair onderzoek in de geneeskunde was bedoeld, de Brookhaven Medical Research Reactor. Deze reactor zou tot 2000 in dienst blijven.
De High Flux Beam Reactor was van 1965 tot 1999 actief.

## Versnellers
De eerste deeltjesversneller werd in 1952 opgestart, de Cosmotron. Die was op dat moment de krachtigste versneller op de aarde en in staat een deeltje met meer dan 1 GeV te versnellen. Het toestel werd tot 1966 gebruikt. Deze Cosmotron werd in 1956 door Chen Ning Yang en Tsung-Dao Lee gebruikt, die experimenten uitvoerden met deeltjes met dezelfde massa maar met een verschillend halveringstijd. Hun theoretische onderzoek naar pariteitsschending in de zwakke kernkracht leverde hen in 1957 de Nobelprijs voor de Natuurkunde op.
Het werd in 1960 door de Alternating Gradient Synchrotron (AGS) opgevolgd, waarmee men in Brookhaven het muon-neutrino heeft ontdekt. Leon Lederman, Melvin Schwartz en Jack Steinberger kregen er in 1988 de Nobelprijs voor de Natuurkunde voor.
Een andere ontdekking met behulp van de AGS was in de zoektocht naar het charm quark, het J/ψ-meson, een meson dat een charm quark bevat. Het subatomair J/ψ-meson werd gelijktijdig door het team in het Brookhaven National Laboratory, geleid door Samuel Ting, en een team in het Stanford Linear Accelerator Center (SLAC) gevonden, geleid door Burton Richter, gevonden. Richter en Ting kregen er in 1976 de Nobelprijs voor de Natuurkunde voor.
Een derde fundamenteel onderzoek met de AGS dat de Nobelprijs voor de Natuurkunde opleverde kwam uit de zoektocht voort, die de CP-symmetrie moest bevestigen. De zwakke kernkracht leidt tot CP-schending en deze bevinding kwam tot uiting bij het onderzoek uit 1964 naar het verval van kaonen. Bij ongeschonden CPT-symmetrie volgt dus ook het bestaan van T-schendingen. Daarvoor werd in 1980 de Noblprijs aan James Cronin en Val Fitch toegekend.
De eerste National Synchrotron Light Source (NSLS) werd tussen 1978 en 1984 gebouwd en op 30 september 2014 uit dienst genomen. Roderick MacKinnon kreeg in 2003, samen met Peter Agre de Nobelprijs in de Scheikunde. MacKinnon kreeg zijn Nobelprijs voor de ontleding van de driedimensionale structuur van neuronale ionkanalen. Hij had hiervoor ook experimenten met de NSLS nodig. Agre deed soortgelijk onderzoek.
Venkatraman Ramakrishnan en Thomas Steitz kregen in 2009 samen met Ada Yonath de Nobelprijs voor Scheikunde voor de visualisatie van een ribosoom op atoomniveau door het gebruik van röntgenkristallografie dankzij de NSLS en andere lichtbronnen.
De intensiteit van de röntgenstraling van de opvolger van de National Synchrotron Light Source II is 10.000 maal hoger dan van de eerste SNLS.
De Relativistic Heavy Ion Collider (RHIC) is een deeltjesversneller met zware ionen in gebruik sinds 2000. Deze Relativistic Heavy Ion Collider (RHIC) en de Large Hadron Collider (LHC) van het CERN zijn de enige twee deeltjesversnellers van dit type in gebruik in de wereld. De LHC is weliswaar krachtiger, maar voert evenwel het grootste deel van het jaar experimenten met protonbotsingen uit en is gemiddeld maar een maand per jaar beschikbaar voor botsingen van zware ionen.

## Ander onderzoek
Raymond Davis jr. startte zijn onderzoek aan het BNL in 1948. Zijn ontdekking van zonneneutrino's en ruimer onderzoek in de astrofysica naar kosmische neutrino's leidde in 2002 tot zijn Nobelprijs voor de Natuurkunde. Hij deelde de Nobelprijs met Masatoshi Koshiba en Riccardo Giacconi.

## Nobelprijzen
| jaar | winnaars van het BNL                           | vakgebied   | onderwerp                                                            | gedeeld met    |
| ---- | ---------------------------------------------- | ----------- | -------------------------------------------------------------------- | -------------- |
| 1957 | Chen Ning Yang Tsung-Dao Lee                   | natuurkunde | pariteitsschending in de zwakke kernkracht                           |                |
| 1976 | Samuel Ting                                    | natuurkunde | J/ψ-meson                                                            | Burton Richter |
| 1980 | James Cronin Val Fitch                         | natuurkunde | CP-symmetrie                                                         |                |
| 1988 | Leon Lederman Melvin Schwartz Jack Steinberger | natuurkunde | muon-neutrino                                                        |                |
| 2002 | Raymond Davis jr.                              | natuurkunde | oscillatie van neutrino's                                            |                |
| 2003 | Roderick MacKinnon                             | scheikunde  | ontleding van de driedimensionale structuur van neuronale ionkanalen | Peter Agre     |
| 2009 | Venkatraman Ramakrishnan Thomas Steitz         | scheikunde  | visualisatie van een ribosoom                                        | Ada Yonath     |